# 후쿠모토 나오요시
후쿠모토 나오요시(일본어: 福本 尚純, 1987년 5월 10일 ~ )는 일본의 전 축구 선수이다.

## 구단 경력
과거 파지아노 오카야마에서 활동하였다.